# Feijoada à brasileira
A feijoada à brasileira é um prato que consiste num guisado de feijões-pretos com vários tipos de carne de porco e de boi. É servida com farofa, arroz branco, couve refogada e laranja fatiada, entre outros acompanhamentos. Trata-se de um prato popular, típico da culinária brasileira.
A primeira menção conhecida à "feijoada à brasileira" deu-se no Recife, em Pernambuco, no ano de 1827.
A feijoada à brasileira é considerada por muitos o prato típico do Brasil e muitas vezes é feita em eventos que reúnem grande número de pessoas, como em reuniões familiares e datas festivas.

## Origem
A criação e nome da feijoada tem relação com modos de fazer portugueses, das regiões da Estremadura, das Beiras e de Trás-os-Montes e Alto Douro, que misturam feijão de vários tipos - menos o feijão preto (de origem americana) - linguiças, orelhas e pé de porco. De fato, os cozidos são comuns na Europa, como o cassoulet francês, que também leva feijão no seu preparo. Na Espanha, o cozido madrilenho e a fabada asturiana e, na Itália, a casseruola ou casserola milanesa são preparados com grão-de-bico. Aparentemente, todos estes pratos tiveram evolução semelhante à da feijoada, que foi incrementada com o passar do tempo, até se transformar no prato da atualidade. Câmara Cascudo observou que sua fórmula continua em desenvolvimento.
A versão portuguesa da feijoada tem origem principalmente no norte do país, onde cozinha-se com feijão branco no noroeste (Minho e Douro Litoral) ou feijão vermelho no nordeste (Trás-os-Montes), e geralmente inclui também outros vegetais (tomate, cenouras ou couve) juntamente com a carne de porco ou de vaca, às quais se podem juntar chouriço, morcela ou farinheira.

## História
No Brasil, a primeira menção à iguaria data do início do século XIX, num anúncio publicado no n. 47 do Diario de Pernambuco, na cidade do Recife, em 2 de março de 1827, informando que, na Locanda da Águia d’Ouro, na rua das Cruzes, às quintas-feiras, seria servida "excelente feijoada à brasileira tudo por preço cômodo".
Em 7 de agosto de 1833, também no Recife, o anúncio do recém-inaugurado Hôtel Théatre, publicado no Diário de Pernambuco, informa que às quintas-feiras seria servida "feijoada à brasileira".
Em 3 de março de 1840, ainda no Diário de Pernambuco, o Padre Carapuceiro publicava um artigo, no qual dizia:
| “ | Nas famílias onde se desconhece a verdadeira gastronomia, onde se tomam rega-bofes, é prática usual e comezinha converter em feijoada os fragmentos do jantar da véspera, ao que chamam enterro dos ossos [...] Lançam-se em uma grande panela ou caldeirão restos de perus, de leitões assados, fatacões de toucinho e de presunto, além disto bons vassalhos de carne seca vulgo ceará, tudo vai de mistura com o indispensável feijão: fica tudo reduzido a uma graxa! | ” |

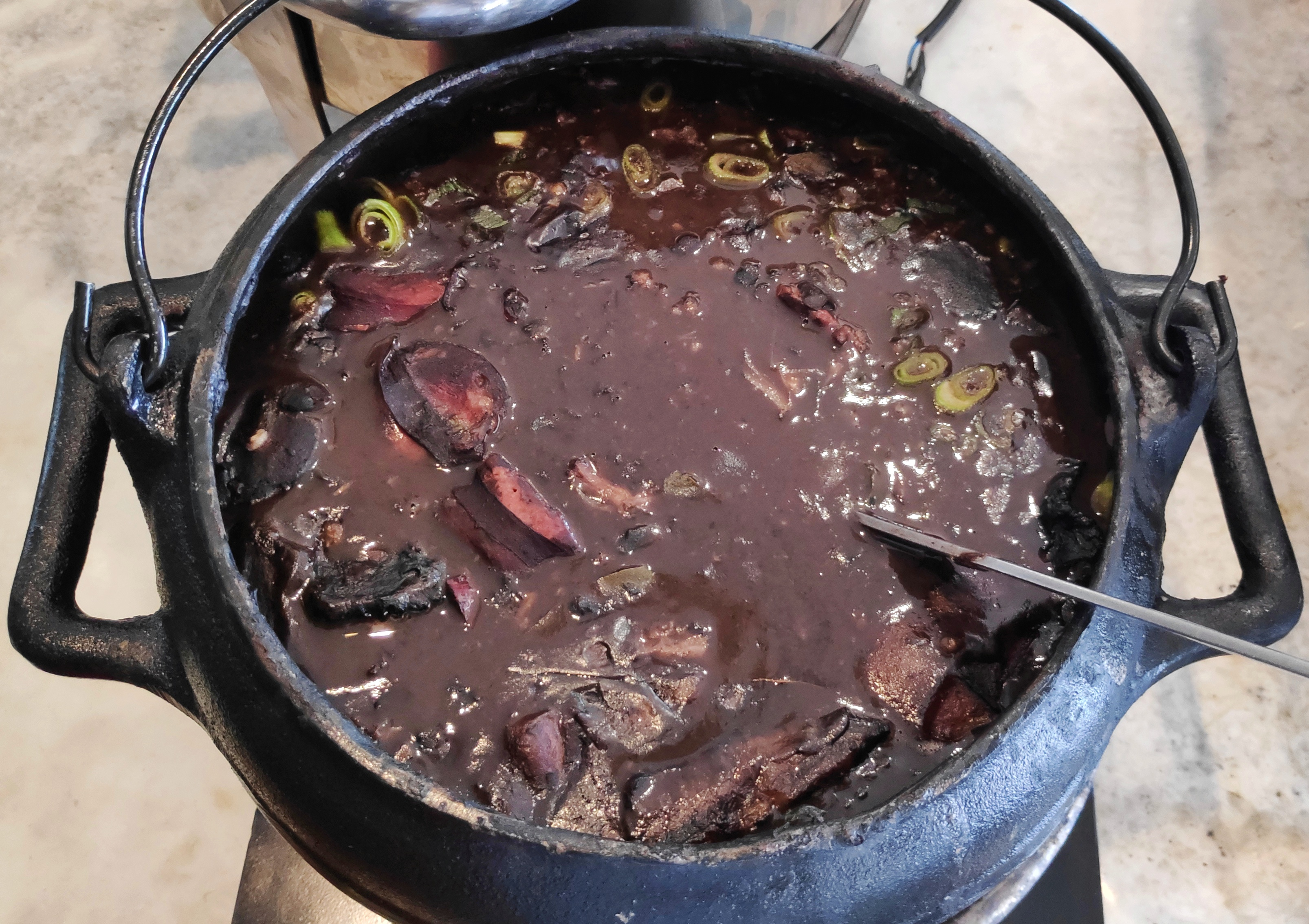
Panela de feijoada à brasileira.

Em 1860, o viajante francês Oscar Comettant assim descreveu a feijoada à brasileira:
| “ | Este alimento compõe-se de carne salgada, seca ao sol, de feijões pretos, pequenos, mas muito bons, de toucinho, e para coadunar tudo, d’uma farinha muito grossa, que se faz com a raiz da mandioca. Da mistura d’estes ingredientes forma-se uma espécie de papas escuras, d’um aspecto repugnante, mas d’um gosto assaz agradável. | ” |

A feijoada completa, tal como a conhecemos, acompanhada de arroz branco, laranja em fatias, couve refogada e farofa, era muito afamada no restaurante carioca G. Lobo, que funcionava na rua General Câmara, 135, no centro da cidade do Rio de Janeiro. O estabelecimento, fundado no final do século XIX, desapareceu em 1905, com as obras de alargamento da rua Uruguaiana. Com a construção da avenida Presidente Vargas, na década de 1940, esta rua desaparece por definitivo.
Nos livros "Baú de Ossos" e "Chão de Ferro", Pedro Nava descreve a feijoada do G. Lobo, elogiando aquela preparada pelo Mestre Lobo. A receita contemporânea teria migrado da cozinha do estabelecimento G. Lobo para todo o país. Mas ressalva Pedro Nava que é (...) "antes a evolução venerável de pratos latinos". 
| “ | (...) Não se pode dizer que ele tenha sido criação espontânea. É antes a evolução venerável de pratos latinos como o cassoulet francês que é um ragout de feijão-branco com carne de ganso, de pato ou de carneiro – que pede a panela de grés – cassole – para ser preparado. | ” |

### O mito sobre a origem escrava
No Brasil, há uma lenda popular difundida sobre a origem da feijoada, de que os senhores forneciam a seus escravos os "restos" menos nobres do porco, como pés, orelhas e rabos, quando estes eram carneados. O cozimento desses ingredientes, com feijão, água e farofa, teria feito nascer a receita. Essa versão, contudo, não se sustenta, seja na tradição culinária, seja na mais leve pesquisa histórica. Naquela época, essas partes do porco não eram consideradas "menos nobres", porque a carne não era um alimento comum nem nas mesas dos senhores de escravos, pois era cara. A alimentação dos escravos consistia numa ração, determinada pelos senhores, e deveria ser barata. Na realidade, a alimentação dos escravos não era tão diferente da dos senhores, haja vista os altos preços dos alimentos na época. Assim, no Brasil, ricos e pobres comiam basicamente a mesma coisa: um angu feito de farinha de mandioca e água, carne-seca, feijão, milho e algumas frutas, como coco e banana.
O mais provável é que a feijoada à brasileira tenha origem na culinária portuguesa, mas adaptando-se à realidade brasileira, como pela substituição do feijão branco pelo feijão preto, o qual era mais comum na alimentação brasileira. O pé de porco já integrava os hábitos alimentares portugueses, a julgar pelo romance de Camilo Castelo Branco, A Brasileira de Prazins, publicado em 1882, onde lemos: "[...] preferia a manteiga do seu país, como a vitela, e o lombo do porco no salpicão português, e o pé do porco nas tripas também portuguesas". Os acompanhamentos hoje servidos na feijoada à brasileira (arroz branco, farofa, couve refogada e laranja) somente foram incorporados muito mais tarde, provavelmente no século XIX.

## Composição

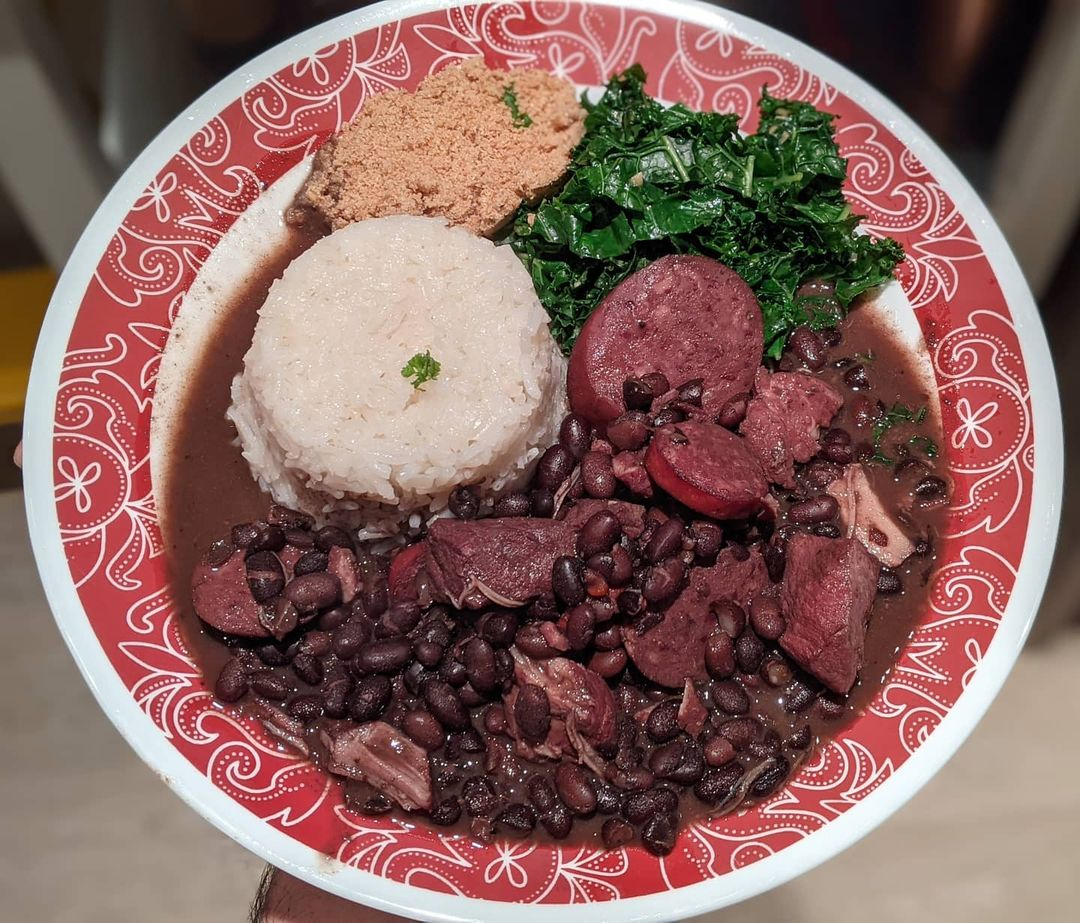
Típico prato de feijoada acompanhada de arroz, couve e farofa.

A forma de preparo e a escolha dos ingredientes da feijoada podem variar de acordo com a região do Brasil, mas a feijoada tradicional é um guisado de feijão preto, com carnes suínas e bovinas, acompanhado de arroz, couve refogada, laranja e farinha de mandioca (farofa). Em virtude desses ingredientes, a feijoada pode ser considerada uma refeição calórica, com muitas proteínas, gorduras e sódio, podendo ser considerada bastante nutritiva.
Como mencionado, o uso de ingredientes pode variar de acordo com a região. Em Pernambuco, por exemplo, houve uma modificação da receita, em virtude de o pernambucano preferir o feijão mulatinho ao feijão preto. E esse prato assim modificado denomina-se feijoada pernambucana.
Na cultura brasileira, a feijoada carrega consigo um ar de celebração, sendo servida muitas vezes em ocasiões que reúnem um bom número de pessoas, como em reuniões familiares ou datas festivas, tendo a vantagem de ser um prato que rende e que não leva ingredientes considerados caros.